# Церква святих рівноапостольних князя Володимира і Ольги (Хоростків)
Церква святих рівноапостольних князя Володимира і Ольги в Хоросткові — парафія і храм Хоростківського благочиння Тернопільської єпархії Православної церкви України в місті Хоростків Чортківського району Тернопільської области.

## Історія церкви
У липні 1992 року архієпископ Тернопільський і Кременецький Яків освятив перший камінь для нового храму, названого на честь святих рівноапостольних князя Володимира і Ольги. Будівництво очолив протоієрей Роман Марчишак за допомогою Степана Варецького, Ігоря Чорного, Олександра Пахомова, Романа Москви та багатьох інших вірян. Значну матеріальну підтримку надали всі підприємства та установи Хоросткова.
У 1992 році будівництво відвідали представник президента України в Тернопільській області, професор Роман Гром'як, та представник президента в Гусятинському районі Степан Волощук, які надали будівельні матеріали та техніку.
22 грудня 1996 року архієпископ Тернопільський і Кременецький Іов у співслужінні зі священниками та дияконами освятив храм.
У 2000 році збудували надбрамну дзвіницю.
Собор має два престоли: верхній — на честь святих рівноапостольних князя Володимира і Ольги, і нижній — на честь Покрови Пресвятої Богородиці. У 2010 році храм розписали та освятили церковний дзвін.

## Парохи
- о. Роман Марчишак (1992—2009)[1],
- о. Володимир Марчишак (з 2009).